# Gadsjimurad Antigulov
Gadsjimurad Antigulov (russisk: Гаджимурад Антигулов; født 1. januar 1987 i Anapa i Sovjet Unionen) er en russisk MMA-udøver af Avar afstamning der konkurrerer i Light Heavyweight-divisionen i Ultimate Fighting Championship (UFC).  Han var Light Heavyweight-mester i Absolute Championship Berkut.   Pr. 26. juli 2018 er han #15 på den officielle UFC-light heavyweight-rangliste.  Han er i Danmark mest kendt for at have besejret danske Joachim Christensen via rear-naked choke submission i første omgang på UFC 211 den 13. maj 2017.

## Baggrund
Antigulov begyndte i en ung alder at træne brydning, hvilket er nationalsporten i Dagestan og gik over til MMA, da sporten blev introduceret til hans hjemland.

## MMA-karriere

### Tidlig karriere
Antigulov kæmpede i det russiske kredsløb i 9 år,  og han var to-gange light heavyweight-mester i Absolut Championship Berkut.   Han opbyggede en rekordliste på 18-4 før han sluttede sig til UFC. 

### Ultimate Fighting Championship
Antigulov fik sin UFC-debut den 19. november 2016 på UFC Fight Night: Bader vs. Nogueira 2 mod Marcos Rogério de Lima. Han tog sin første UFC-sejr via guillotine choke på 67 sekunder i første omgang.  Han blev tildelt Performance of the Night-bonusprisen for sin indsats. 
Antigulov skulle have mødt Ed Herman på UFC 209 den 4. marts 2017. Kampen blev fjernet på grund af Herman blev ramt af en skade. 
Den 13. maj 2017 mødte Antigulov, danske Joachim Christensen på UFC 211. Han vandt kampen via rear-naked choke submission i første omgang. 
Antigulov var planlagt til at møde Ion Cuţelaba den 4. november 2017 ved UFC 217 .  Imidlertid trak Antigulov sig ud af kampen den 26. september med på grund af en skade,  og blev erstattet af UFC-nykommeren Michał Oleksiejczuk. 
Antigulov forventedes at møde Aleksandar Rakić den 24. februar 2018 på UFC på Fox 28.  Imidlertid blev det rapporteret den 7. februar 2018, at Antigulov blev trukket fra kampen på grund af en skade og kampen blev derfor aflyst. 
Kampen mod Ion Cuţelaba fandt endelig sted den 28. juli 2018 på UFC på Fox 30.  Antigulov tabte kampen via TKO i første omgang. 
Antigulov skulle have mødt Sam Alvey den 23. februar 2019 på UFC Fight Night 145.  Men den 25. januar 2019 blev det rapporteret, at Alvey skulle møde Jim Crute på UFC 234 i stedet. 
Antigulov var kort knyttet til en kamp mod UFC-nykommeren Roman Dolidze den 20. april 2019 på UFC Fight Night 149.  Imidlertid blev Dolidze udskiftet blot få dage senere af uafklarede årsager, af Michał Oleksiejczuk.  Antigulov tabte kampen via knockout i første omgang. 

## Mesterskaber og præstationer

### MMA
- Absolute Championship Berkut (ACB)
  - ACB Light Heavyweight Championship (2 gange) vs. Ruslan Khaskhanov og Muslim Makhmudov [3] [4]
- Ultimate Fighting Championship
  - Performance of the Night (1 gang) vs. Marcos Rogério de Lima [9]

## MMA-rekordliste
| Professionel rekordliste |          |            |
| 26 kampe                 | 20 sejre | 6 nederlag |
| Via knockout             | 4        | 4          |
| Via submssion            | 15       | 2          |
| Via dommerafgørelse      | 1        | 0          |